# Leapfrogging
Leapfrogging (salto de rana) es un concepto utilizado en muchos dominios de la economía y los campos comerciales, y se desarrolló originalmente en el área de la organización industrial y el crecimiento económico. La idea principal detrás del concepto de salto es que las innovaciones pequeñas e incrementales llevan a una empresa dominante a mantenerse a la vanguardia. Sin embargo, a veces, las innovaciones radicales permitirán que las nuevas empresas superen a la empresa antigua y dominante. El fenómeno puede ocurrirle a las empresas, pero también a los líderes de países o ciudades, donde un país en desarrollo puede saltarse etapas del camino tomado por las naciones industrializadas, lo que les permite ponerse al día antes, particularmente en términos de crecimiento económico.

## Organización industrial
En el campo de la organización industrial (IO), el principal trabajo sobre saltos fue desarrollado por Fudenberg, Gilbert, Stiglitz y Tirole. (1983). En su artículo, analizan bajo qué condiciones un nuevo participante puede superar a una empresa establecida.
Ese salto puede surgir porque un monopolista establecido tiene un incentivo algo reducido para innovar porque está obteniendo rentas de la tecnología antigua. Esto está algo basado en la noción de Joseph Schumpeter de 'vendavales de destrucción creativa. La hipótesis propone que las empresas que tienen monopolios basados en las tecnologías establecidas tienen menos incentivos para innovar que los rivales potenciales y, por lo tanto, eventualmente pierden su papel de liderazgo tecnológico cuando las nuevas empresas que están listas para asumir riesgos adoptan nuevas innovaciones tecnológicas radicales. Cuando las innovaciones radicales finalmente se convierten en el nuevo paradigma tecnológico, las empresas recién llegadas saltan por delante de las empresas líderes anteriores.

## Concurso internacional
De manera similar, un país que tiene liderazgo puede perder su hegemonía y ser superado por otro país. Esto ha sucedido en la historia un par de veces. A fines del siglo XVIII, los Países Bajos fueron superados por el Reino Unido, que fue el líder durante todo el siglo XIX y, a su vez, los EE. UU. superaron al Reino Unido y se convirtieron en la potencia hegemónica del siglo XX.
Hay varias razones para esto. Brezis y Krugman (1993, 1997) sugieren un mecanismo que explica este patrón de "salto de rana" como una respuesta a cambios importantes ocasionales en la tecnología. En tiempos de cambios tecnológicos pequeños e incrementales, los rendimientos crecientes a escala tienden a acentuar el liderazgo económico. Sin embargo, en momentos de innovación radical y gran avance tecnológico, el liderazgo económico, dado que también implica salarios elevados, puede disuadir la adopción de nuevas ideas en los países más avanzados. Una nueva tecnología bien puede parecer inicialmente inferior a los métodos más antiguos para aquellos que tienen una amplia experiencia con esos métodos más antiguos; sin embargo, esa tecnología inicialmente inferior bien puede tener más potencial para mejoras y adaptación. Cuando el progreso tecnológico toma esta forma, el liderazgo económico tenderá a ser la fuente de su propia ruina.
En consecuencia, cuando ocurre una innovación radical, inicialmente no parece ser una mejora para las naciones líderes, dada su amplia experiencia con tecnologías más antiguas. Las naciones rezagadas tienen menos experiencia; la nueva técnica les permite usar sus salarios más bajos para ingresar al mercado. Si la nueva técnica resulta más productiva que la antigua, se produce un salto de liderazgo.
Brezis y Krugman han aplicado esta teoría del salto al campo de la geografía y explican por qué las ciudades líderes a menudo son superadas por áreas metropolitanas advenedizas. Tales trastornos pueden explicarse si la ventaja de los centros urbanos establecidos se basa en el aprendizaje localizado en la práctica. Cuando se introduce una nueva tecnología, para la que esta experiencia acumulada es irrelevante, los centros más antiguos prefieren quedarse con una tecnología en la que son más eficientes. Los cambios en el liderazgo tecnológico pueden revelar los desafíos relacionados con los efectos del atraso en la voluntad de innovar o adoptar ideas nuevas y radicales. Los nuevos centros, sin embargo, recurren a la nueva tecnología y son competitivos a pesar del estado en bruto de esa tecnología debido a sus menores salarios y rentas de la tierra. Con el tiempo, a medida que madura la nueva tecnología, las ciudades establecidas son superadas.

## Dar un salto en los países en desarrollo
Más recientemente, el concepto de Leapfrogging se está utilizando en el contexto del desarrollo sostenible para países como una teoría del desarrollo que puede acelerar el desarrollo, omitiendo tecnologías e industrias caras o más contaminantes y pasar directamente a otras más avanzadas.
Las democracias de salto pueden referirse a países que tienen grandes desarrollos que los países más típicamente avanzados podrían tener solo mucho más tarde.
El teléfono móvil es un ejemplo de tecnología de “salto rápido”: ha permitido a los países en desarrollo saltarse la tecnología de línea fija del siglo XX y pasar directamente a la tecnología móvil del siglo XXI. Se propone que a través de saltos rápidos, los países en desarrollo pueden evitar etapas de desarrollo dañinas para el medio ambiente y no necesitan seguir la trayectoria de desarrollo contaminante de los países industrializados.
La adopción de tecnologías de energía solar en los países en desarrollo son ejemplos de cómo los países no repiten los errores de los países altamente industrializados al crear una infraestructura energética basada en combustibles fósiles, sino que "saltan" directamente a la energía solar.
Los países en desarrollo con gasoductos de gas natural existentes pueden utilizarlo para transportar hidrógeno, por lo tanto, pasar del gas natural al hidrógeno.

## Tunneling through
Un concepto estrechamente relacionado es el de túnel a través de la Curva de Kuznets Ambiental (Tunneling through).  El concepto propone que los países en desarrollo podrían aprender de las experiencias de las naciones industrializadas y reestructurar el crecimiento y el desarrollo para abordar los daños ambientales potencialmente irreversibles desde una etapa temprana y, por lo tanto, hacer un "Tunneling through" (túnel) a través. Por lo tanto, la calidad ambiental no tiene que empeorar antes de mejorar y se puede evitar cruzar los límites seguros o los umbrales ambientales. Aunque en principio los conceptos de Leapfrogging (centrado en saltar generaciones tecnológicas) y Tunneling (centrado en la contaminación) son distintos, en la práctica tienden a confundirse.

## Objetivos de Desarrollo del Milenio
El concepto de salto ambiental también incluye una dimensión social. La difusión y aplicación de tecnologías ambientales no solo reduciría los impactos ambientales, sino que al mismo tiempo puede contribuir al desarrollo económico sostenible y la realización de los Objetivos de Desarrollo del Milenio (ODM) al promover un mayor acceso a recursos y tecnologías para las personas que actualmente no tienen acceso. En cuanto a la electricidad, actualmente casi un tercio de la población mundial no tiene acceso a la electricidad y otro tercio tiene un acceso deficiente. La dependencia de los combustibles de biomasa tradicionales para cocinar y calentar puede tener un grave impacto en la salud y el medio ambiente. No solo existe un vínculo positivo directo entre las tecnologías de energías renovables sostenibles y la mitigación del cambio climático, sino también entre la energía limpia y las cuestiones de salud, educación y equidad de género.

## Ejemplos
Un ejemplo citado con frecuencia son los países que pasan directamente de no tener teléfono a tener teléfono celular, omitiendo por completo la etapa de los teléfonos con cable de cobre de línea fija.
Otro ejemplo notable es el pago móvil. La popularidad del pago móvil es mucho mayor en China que en los países desarrollados. En la mayor parte del mundo desarrollado, las tarjetas de crédito han sido populares desde la segunda mitad del siglo XX. En China, sin embargo, las tarjetas de crédito no son tan populares. Después de 2013, Alipay y WeChat comenzaron a admitir pagos móviles usando código QR en teléfonos inteligentes. Ambos han tenido un gran éxito en China y ahora se están expandiendo en el extranjero. El pago móvil tiene éxito en China porque el principal método de transacción anterior es el efectivo. El efectivo tiene desventajas obvias en comparación con los teléfonos móviles y las tarjetas de crédito, pero la diferencia entre el pago móvil y las tarjetas de crédito no es tan grande.

## Condiciones necesarias
El salto de rana puede ocurrir accidentalmente, cuando los únicos sistemas disponibles para adopción son mejores que los sistemas heredados en otros lugares, o según la situación, como la adopción de comunicación descentralizada para un campo rural en expansión.
También puede iniciarse intencionalmente, por políticas que promueven la instalación de WiFi y computadoras gratuitas en áreas urbanas pobres.
El Reut Institute Archivado el 9 de julio de 2017 en Wayback Machine. ha llevado a cabo una extensa investigación sobre los denominadores comunes de todos los diferentes países que han hecho "Leapfrogging" con éxito en los últimos años. Concluye que para dar un salto, un país necesita crear una visión compartida, liderazgo de una élite comprometida, 'crecimiento inclusivo', instituciones relevantes, un mercado laboral adecuado para hacer frente al rápido crecimiento y cambios, diagnósticos de crecimiento de los cuellos de botella del país, reformas enfocadas así como el desarrollo local y regional y la movilización nacional.

## Promoción por iniciativas internacionales
La Iniciativa Sociedad Baja en Carbono 2050 del Japón tiene el objetivo de cooperar y ofrecer apoyo a los países asiáticos en desarrollo para avanzar hacia un futuro energético bajo en carbono.